# Gustavo Falcão
Gustavo Falcão (Recife, 25 de maio de 1976) é um ator brasileiro.

## Carreira
Gustavo é um artista natural de Recife (PE) radicado desde 2001 no Rio de Janeiro. Estreou em 1995 em sua cidade natal no espetáculo Os Biombos, atuando no mesmo ano numa montagem de Esperando Godot, trabalho de conclusão do Curso de Formação de Atores na Fundação Joaquim Nabuco.
Desde então participou de mais de 30 espetáculos teatrais com destaque peça A Máquina, escrita e dirigida por João Falcão, na qual dividia com os atores Wagner Moura, Lázaro Ramos e Vladimir Brichta o papel do personagem Antônio, compartilhando a cena também com sua irmã, a atriz Karina Falcão.
Estreou no audiovisual atuando no curta metragem Lugar Comum, de seu irmão Leo Falcão, no ano 2000. Em 2007 lançou simultaneamente seus três primeiros longa-metragens: Árido Movie, A  Máquina (repetindo o papel de Antônio na versão cinematografia da peça, desta vez dividindo o papel com Paulo Autran e formando casal com Mariana Ximenes) e Fica Comigo Esta Noite. Atuou em dezenas de curtas e longa metragens e diversos projeto televisivos.
Sua primeira obra televisiva foi a novela As Filhas da Mãe, escrita por Silvio de Abreu e dirigida por Jorge Fernando, onde contracenou com Fernanda Montenegro, Raul Cortez, Yoná Magalhães, Regina Casé, dentre outros.
Fundou em 2007 o Espaço Lunático ao lado de sua companheira Juliana Féres, um centro cultural que difunde diversas práticas artísticas, em especial a prática da acrobacia aérea e do tecido acrobático, direcionado para a expressividade e autonomia criativa dos praticantes.

## Filmografia

### Televisão
| Ano  | Título                      | Papel           |
| ---- | --------------------------- | --------------- |
| 2023 | Cine Holliúdy 3             | Seu Jujuba      |
| 2021 | Cine Holliúdy 2             | Seu Jujuba      |
| 2021 | Gênesis                     | Lamassi         |
| 2020 | Nós                         | Beto            |
| 2020 | Aruanas                     | Felipe Braga    |
| 2019 | Cine Holliúdy               | Seu Jujuba      |
| 2018 | Carcereiros                 | Aguinaldo       |
| 2017 | Detetives do Prédio Azul    | Fernando Pessoa |
| 2017 | O Rico e o Lázaro           | Efraim          |
| 2016 | Terminadores                | João            |
| 2015 | Amorteamo                   | Padre Joaquim   |
| 2012 | Louco por Elas              | Timbu           |
| 2010 | As Mãos de Meu Filho        | Inocêncio       |
| 2009 | Filhos do Carnaval          | Rafael          |
| 2006 | Cobras & Lagartos           | Jonas Padilha   |
| 2005 | Mandrake                    | X9              |
| 2005 | Carandiru, Outras Histórias | Careca          |
| 2001 | As Filhas da Mãe            | Faísca          |

### Cinema
- 2024 - CIC - Central de Inteligência Cearense - Romerito
- 2023 - Grande Sertão - Albino
- 2021 - Sujeito Oculto - Max
- 2021 - Ônix (curta) - Bruno Siqueira
- 2021 - Sina (curta) - Bruno Siqueira
- 2021 - Medida Provisória
- 2021 - Mulher Oceano - Rafael
- 2017 - Aos Teus Olhos - Heitor
- 2017 - Soundtrack
- 2014 - Banho Maria (curta) - Virgílio
- 2012 - Corda Bamba - a história de uma menina equilibrista - Marcelo
- 2011- As Mães de Chico Xavier - Santiago
- 2009 - Irmãos (curta) - Beto
- 2008 - Praça Saens Peña - João
- 2007 - Meu Nome É Dindi - Marcão
- 2007 - O Homem Parado (curta)
- 2007 - A Trupe (curta) - Luiz
- 2006 - Fica Comigo Esta Noite - Fantasma do Coração de Pedra
- 2006 - A Máquina - Antônio[3]
- 2005 - A Vida é Curta (curta) - Max
- 2004 - O Último Raio de Sol (curta) - Davi
- 2004 - Árido Movie - Falcão
- 2003 - thelastnote.com (curta) - Gustavo Collodi
- 2003 - Uma Estrela Pra Ioiô (curta) - Antônio Cleide
- 2002 - Nevasca Tropical (curta)
- 2001 - Lugar Comum (curta) - Max
- 1999 - Retrato Falado de Castro Alves - estudante
- 1997 - Amélia - ass. de Sarah Bernhardt

### Teatro
- 2021 - Race (David Mamet) - versão digital - Jack Lawson
- 2017 - Entonces Bailemos (Martín Flores Cárdenas) - Um homem
- 2017 - Hollywood (David Mamet) - Daniel Fox
- 2016 - Santa Joana dos Matadouros (Bertolt Brecht) - Mauler
- 2015 a 2018 - Race (David Mamet) - Jack Lawson
- 2016 - Esse Vazio (Juan Pablo Gomez) - Hugo
- 2013 a 2014 - Garagem (Gustavo Paso) - Juan
- 2012 a 2013 - Matador (Rodolfo Santana) - Florentino
- 2011 - Queda Livre (Nick Hornby) - Gui
- 2011 - Bartleby, o escriturário (Herman Melville) - Bartleby
- 2007 - Ariano (Gustavo Paso)
- 2005 - Os Justos (Albert Camus)
- 2003 - A ver Estrelas (João Falcão) - Jonas
- 2002 - Mamãe não pode saber (João Falcão) - Armando
- 2000 a 2001 - A Máquina (João Falcão) - Antônio de Dona Nazaré
- 1999 - Para um Amor no Recife (Moisés Neto) - Márcio
- 1997 - Castro Alves do Brasil (Rubem Rocha Filho) - Castro Alves
- 1996 - Esperando Godot (Samuel Beckett) - Estragon

## Prêmios

### Teatro
- Prêmio Apacepe - Associação dos Produtores de Pernambuco (PE) 2000 - Melhor Ator (vencedor - espetáculo 'Para Um Amor no Recife')
- Prêmio Shell (RJ) 2016 - melhor ator (indicado - espetáculo 'Race')
- Prêmio APCA (SP) 2017 - melhor ator (indicado - espetáculo 'Race')

### Cinema
- Festival de Cinema de Natal 2006 - Revelação do Ano (vencedor - filme 'A Máquina')
- Prêmio Guarani 2007 0 Melhor Ator (indicado - filme 'A Máquina')
- Prêmio Contigo 2007 - Melhor Ator Coadjuvante (indicado - filme 'Fica Comigo Esta Noite')
- Festival Sesc Melhores Filmes 2023 - Melhor Ator Nacional (indicado - filme 'Sujeito Oculto')